# D-arabinono-1,4-lakton oksidaza
-arabinono-1,4-lakton oksidaza (EC 1.1.3.37, D-arabinono-gama-lakton oksidaza, ALO) je enzim sa sistematskim imenom D-arabinono-1,4-lakton:kiseonik oksidoreduktaza. Ovaj enzim katalizuje sledeću hemijsku reakciju
-arabinono-1,4-lakton + O2 {\displaystyle \rightleftharpoons } dehidro-D-arabinono-1,4-lakton +2O2
Ovaj enzim je flavoprotein (FAD). L-Galaktono-1,4-lakton, L-gulono-1,4-lakton i L-ksilono-1,4-lakton takođe mogu da budu supstrati, dok D-glukono-1,5-lakton, L-arabinono-1,4-lakton, D-galaktono-1,4-lakton i D-gulono-1,4-lakton ne mogu. Sa L-galaktono-1,4-laktonom kao supstratom, produkt je L-askorbat.

## Literatura
- Nicholas C. Price; Lewis Stevens (1999). Fundamentals of Enzymology: The Cell and Molecular Biology of Catalytic Proteins (Third изд.). USA: Oxford University Press. ISBN 019850229X.
- Eric J. Toone (2006). Advances in Enzymology and Related Areas of Molecular Biology, Protein Evolution (Volume 75 изд.). Wiley-Interscience. ISBN 0471205036.
- Branden C; Tooze J. Introduction to Protein Structure. New York, NY: Garland Publishing. ISBN 0-8153-2305-0.
- Irwin H. Segel. Enzyme Kinetics: Behavior and Analysis of Rapid Equilibrium and Steady-State Enzyme Systems (Book 44 изд.). Wiley Classics Library. ISBN 0471303097.
- William P. Jencks (1987). Catalysis in Chemistry and Enzymology. Dover Publications. ISBN 0486654605.

## Spoljašnje veze
- D-arabinono-1,4-lactone+oxidase на 